# Шнарф, Йоханна
Йоханна Шнарф (нем. Johanna Schnarf, род. 16 сентября 1984 года, Брессаноне) — итальянская горнолыжница, участница Олимпийских игр, призёрка этапа Кубка мира. Специализировалась в скоростных дисциплинах.
В Кубке мира Шнарф дебютировала в 2004 году, в марте 2010 года первый, и пока последний раз попала в тройку лучших на этапе Кубка мира в скоростном спуске. Кроме единственного подиума, на сегодняшний момент имеет 16 попаданий в десятку лучших на этапах Кубка мира, 7 в комбинации, 5 в скоростном спуске и 4 в супер-гиганте. Лучшим достижением Шнарф в общем зачёте Кубка мира является 21-е место в сезоне 2015/16.
На Олимпиаде-2010 в Ванкувере стартовала в трёх дисциплинах: скоростной спуск — 22-е место, суперкомбинация — 8-е место, супергигант — 4-е место.
За свою карьеру участвовала в трех чемпионатах мира, лучшим достижением на которых для неё является 6-е место в суперкомбинации на чемпионате-2009.
Использовала лыжи производства фирмы Fischer.
Объявила о завершении карьеры в 2020 году.